# Wilhelm Schmidt (Politiker, 1851)

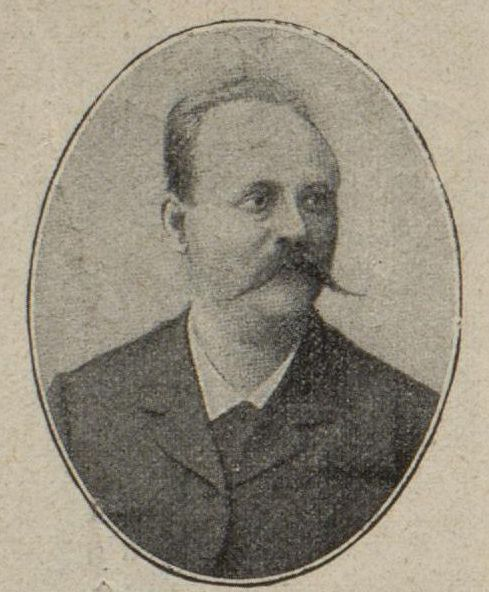
Wilhelm Schmidt

Heinrich Wilhelm Schmidt (* 28. November 1851 in Frankfurt am Main; † 22. August 1907 ebenda) war ein deutscher sozialdemokratischer Politiker und Redakteur der Volksstimme in Frankfurt.

## Leben
Schmidt besuchte die Volksschule und absolvierte eine Lithographenlehre. Bis 1891 war er als Gehilfe im erlernten Beruf tätig.
Er trat 1875 der Sozialdemokratie bei. Ab 1878 war er Mitglied im Vorstand des sozialdemokratischen Wahlvereins und ab 1887 im Wahlkomitee der Stadt Frankfurt. Er war ab 1891 Delegierter auf zahlreichen sozialdemokratischen Parteitagen.
Ab 1891 war er Redakteur der sozialdemokratischen Frankfurter Tageszeitung „Volksstimme“ und ab 1893 auch Mitinhaber des Verlages. Zwischen 1888 und 1893 war er Beisitzer des Gewerbegerichts. Im Jahr 1900 war er einer der Mitbegründer des „Vereins Arbeiterpresse“. Aufgrund seines mutigen Eintretens für demokratische Anliegen konnte es nicht ausbleiben, dass er wegen Pressevergehen zu zahlreichen Geldstrafen und einmal auch zu einer Gefängnisstrafe verurteilt wurde.
Er gehörte von 1890 bis zu seinem Tode dem Reichstag an. Er vertrat dort den Wahlkreis Wiesbaden 6 (Stadtkreis Frankfurt am Main).